# Albin Stenroos
Oskar Albinus "Albin" Stenroos (Vehmaa, 25 de fevereiro de 1889 – Helsinque, 30 de abril de 1971) foi um atleta finlandês, vencedor da maratona dos Jogos Olímpicos de Paris em 1924.
Albin correu sua primeira maratona aos vinte anos em 1909 quando conquistou a medalha de ouro no campeonato nacional finlandês, mas após esta prova resolveu se dedicar a distâncias mais curtas. Só correria outra maratona em 1924, nos Jogos Olímpicos.
Nos Jogos de Estocolmo de 1912, conseguiu sua primeira grande vitória ao conquistar a medalha de bronze nos 10.000 metros, atrás do campeão e compatriota Hannes Kolehmainen, e ajudaria seu país a conquistar a prata na prova de cross-country por equipes, começando a estabelecer uma geração de atletas que seria conhecida em todo mundo como os "Finlandeses Voadores".  Durante a Primeira Guerra Mundial, Albin dominou as provas de 5.000, 10.000 e cross-country na Finlândia, na ausência de Kolehmainen.
Entre 1915 e 1923, quebraria os recordes mundiais dos 30 km e dos 20 km em estrada.
Stenroos não participou dos Jogos de 1920 em Antuérpia e com o acúmulo de grandes atletas finlandeses inscritos para disputar as provas de 5.000 e 10.000 m dos Jogos seguintes em Paris, optou por disputar a maratona, prova na qual só tinha competido uma vez e da qual não participava há quinze anos.
Em Paris, ele conquistou finalmente a medalha de ouro olímpica (naqueles Jogos os finlandeses voadores ganharam todas as medalhas de ouro do atletismo entre os 1500 m e a maratona) vencendo a maratona com seis minutos de diferença para o segundo colocado, em 2h41m22s.
Após um segundo lugar na Maratona de Boston de 1926, Albin Stenroos abandonou o atletismo aos 37 anos de idade.